# 11309 Малус
11309 Малус (11309 Malus) — астероїд головного поясу, відкритий 15 серпня 1993 року.
Тіссеранів параметр щодо Юпітера — 3,245.